# Dikanda Diba
Dikanda Diba, född 10 oktober 1966, är en friidrottare från Kongo-Kinshasa. Hon deltog vid olympiska sommarspelen 1988.